# Hernando de Soto
Hernando de Soto y García de Paredes (Barcarrota, Extremadura; 1500 - río Misisipi; 21 de mayo de 1542) fue un adelantado, explorador y conquistador español que viajó a la América española y participó en 1524 en la expedición de Francisco Hernández de Córdoba que descubrió la costa de la provincia de Nicaragua. Además participó en la conquista de Perú, y fue uno de los primeros europeos en adentrarse en el territorio de los actuales Estados Unidos. Se lo conoce como el conquistador de las tres Américas. 
En 1532, pasó a las órdenes de Francisco Pizarro en la conquista del Perú. Fue gobernador de la isla de Cuba entre 1538 y 1539, año en que partió a la conquista de la Florida.

## Inicios en la exploración
Los padres de Hernando de Soto eran hidalgos de la región de Extremadura. Existe una disputa sobre el lugar de nacimiento entre las localidades de Jerez de los Caballeros y Barcarrota (ambas en la provincia de Badajoz), tesis esta última apoyada por los historiadores Esteban Mira Caballos y Fernando Serrano Mangas. El primer dinero que ganó en el Perú lo envió a sus hermanos residentes en Barcarrota, donde radicaba el patrimonio que integraba el mayorazgo familiar. Sin embargo, estipuló que su cuerpo fuera sepultado en Jerez de los Caballeros porque era allí donde se encontraban enterrados ya otros miembros de su familia.     
En 1514, Soto acompañó a Pedro Arias Dávila a las colonias españolas, desembarcando en Panamá. Sus posesiones en aquel tiempo eran solamente un escudo y su espada. En 1523, se hizo capitán de una unidad de la caballería y fue con Francisco Hernández de Córdoba en su viaje de exploración y colonización a través de Nicaragua y de Honduras.
Soto ganó fama como jinete, y como combatiente de tácticas excelentes. En un conflicto por la supremacía de Nicaragua, Soto luchó para Pedro Arias Dávila "Pedrarias" contra Gil González Dávila, que tenía autorización de exploración y conquista de la Corona española. Proveniente de Santo Domingo, había entrado por Paso Caballos en Honduras en su vía terrestre hasta Nicaragua. Hernando de Soto fue hacia su encuentro partiendo de Nicaragua y fue derrotado por González en Toreba, Honduras, luego puesto en libertad, bajo la promesa de no volver a atacarlo.

## Primera expedición: América del Sur

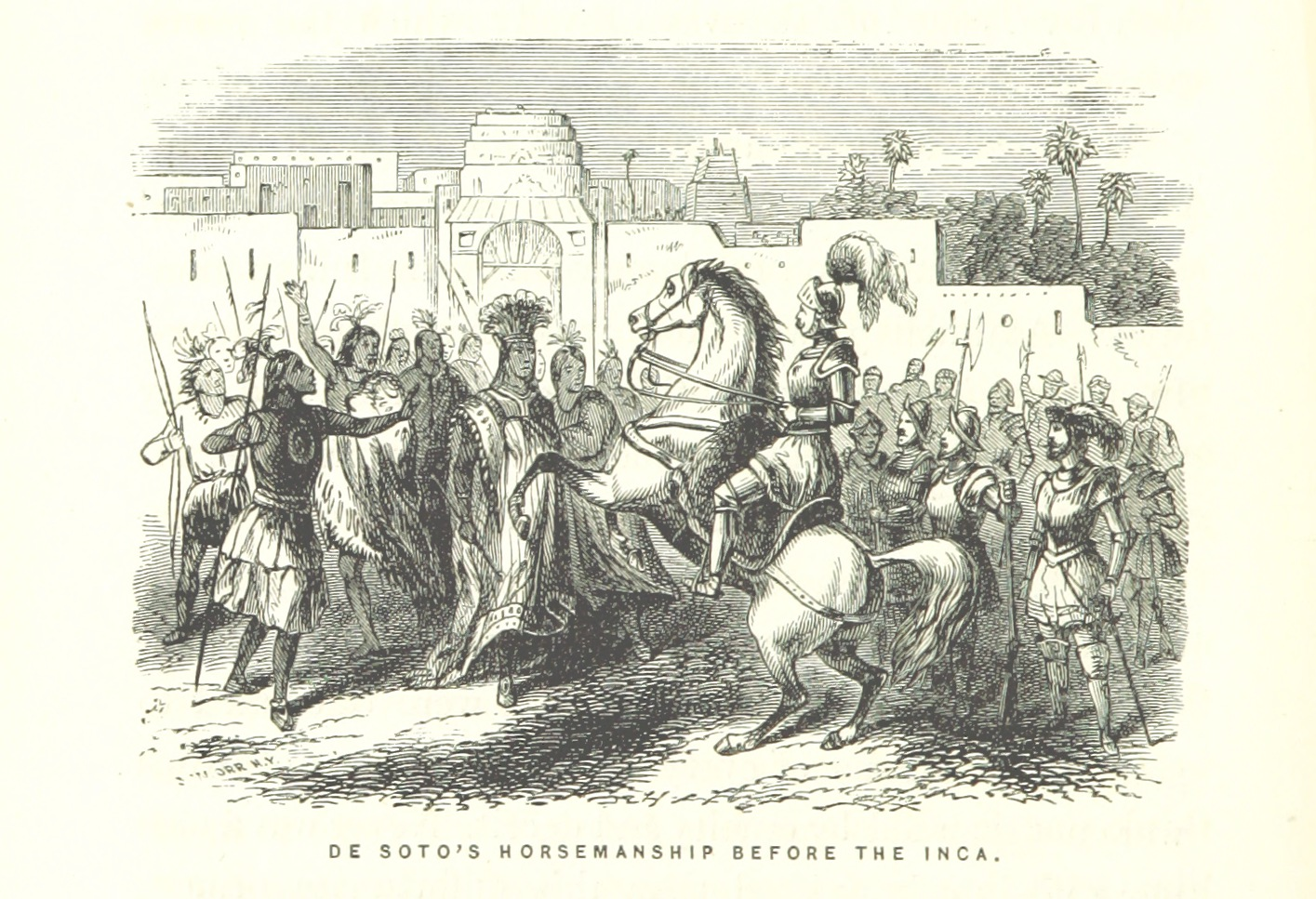
Hernando de Soto mostrando equitación ante el Inca Atahualpa. Entrevista de Pultumarca.

En 1528, Soto condujo su propia expedición a lo largo de la costa de Yucatán, esperando encontrar la unión por el mar directa, entre el océano Atlántico y el Pacífico. Luego acompañó a Francisco Pizarro, como capitán, en su empresa en el Perú. Soto descubrió la ciudad de Caxas. 
Después de que Atahualpa hubiera sido arrestado durante la emboscada de Cajamarca en 1532, Soto lo visitó a menudo durante el confinamiento, y allí emergió una amistad entre los dos hombres. Fue enviado al norte a buscar al ejército de Rumiñahui y para unirse con Sebastián de Belalcázar, pero realmente lo que se buscaba era alejarlo con el fin de evitar la presencia de uno de los defensores del Inca.
Con un grupo de avanzada de cincuenta hombres, fue enviado por Pizarro a la ciudad de Cuzco, la capital del Imperio incaico, con el fin de abrir camino para el resto de la tropa. En el trayecto se enfrentó numerosas veces al ejército de Quizquiz, ganando varias batallas y perdiendo algunas. Fue socorrido por Diego de Almagro y juntos entraron en la ciudad imperial.
El 25 de agosto de 1534 fue recibido en Cuzco como teniente de gobernador general, y finalmente, decidió retirarse del Perú a principios de 1536, para buscar nuevas aventuras cuando Diego de Almagro escogió como su capitán a Rodrigo Orgóñez en su lugar para la infructuosa expedición que emprendió al misterioso reino de Chile.

## Regreso a España
Volvió a España en el mismo año de 1536, llevando con él aproximadamente 100 000 pesos de oro —su parte de la conquista del Imperio inca—. En este tiempo, Soto era famoso por ser el héroe de la captura de Atahualpa. Fue a Sevilla, donde se casó, en 1537, con Isabel de Bobadilla, la hija de Pedro Arias Dávila, que pertenecía a una de las familias más respetables de Castilla, con influencia en la corte española, bajo Carlos I. Este período era el ápice de la reputación y de la abundancia de Soto.
Soto, viendo los legendarios recursos en Perú y leído un informe escrito por Álvar Núñez Cabeza de Vaca, sospechó de una riqueza similar en Florida. Cabeza de Vaca era uno de cuatro sobrevivientes de la desastrosa tentativa de Pánfilo de Narváez para conquistar la Florida. Viendo su ocasión para realizar una conquista famosa como las de Pizarro y Cortés, Soto vendió gran parte de sus bienes y se equipó para la expedición en aquellas tierras inexploradas. Fue nombrado gobernador de Cuba por Carlos I. Su misión era conquistar, situarse, y «pacificar» los territorios desconocidos.

## Segunda exploración: la Florida

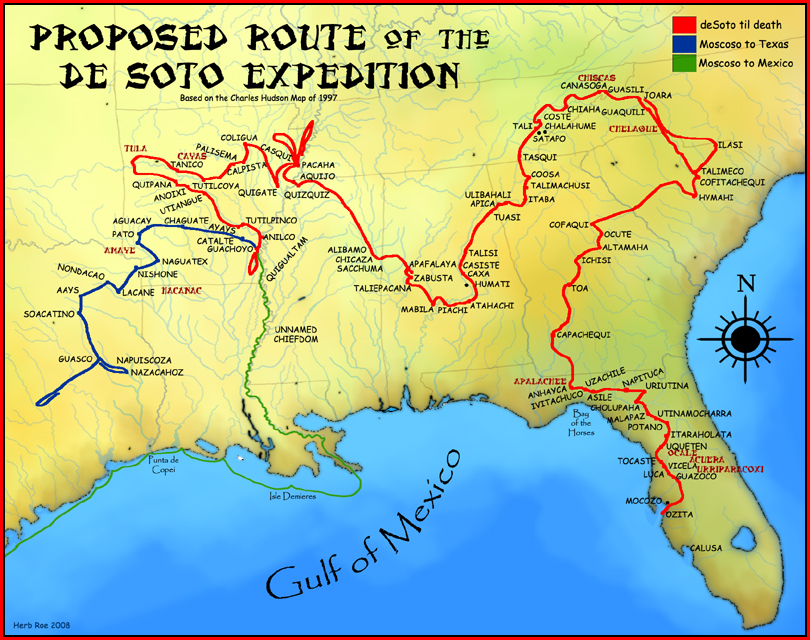
Un mapa propuesto de la expedición de Soto, basado en el mapa de 1997 de Charles M. Hudson.

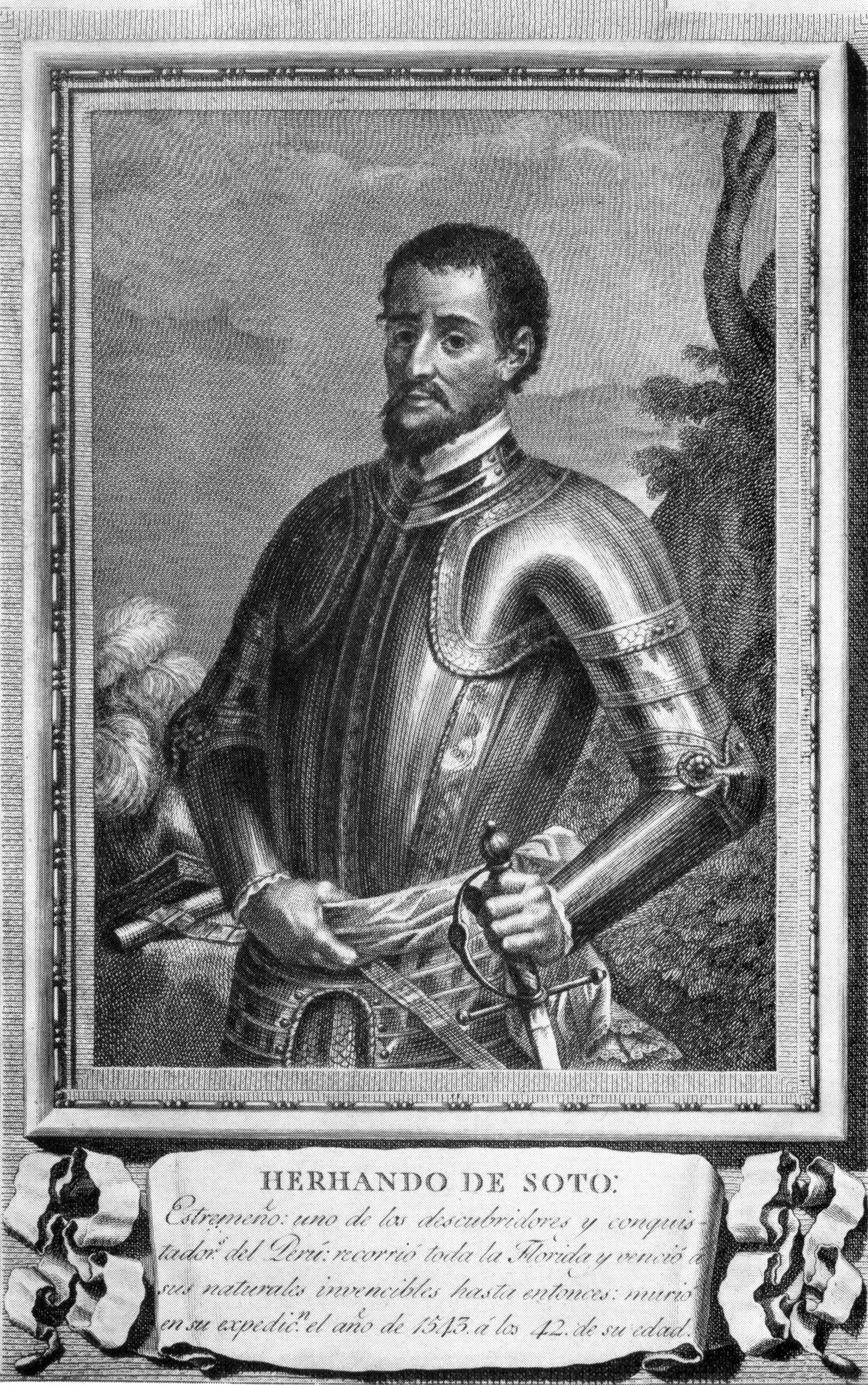
Hernando de Soto, grabado de Juan Brunetti por dibujo de José Maea para los Retratos de Españoles Ilustres, 1791

En mayo de 1539, con entre 600 y 700 hombres, 24 sacerdotes, 9 naves, y 220 caballos, llegó a la costa occidental de la Florida, que se convertiría en Bradenton, y sur de Tampa, Florida. Nombró al lugar Espíritu Santo. El objetivo de Hernando de Soto era colonizar el área, preferiblemente buscando una ciudad como Cuzco o Tenochtitlan. Por lo tanto, trajo varias toneladas de equipo distribuidos en herramientas, armas, cañones, perros, y cerdos. Además de los marineros, las naves trajeron a sacerdotes, herreros, artesanos, ingenieros, granjeros y comerciantes. Pocos de ellos habían viajado antes fuera de España, o peor aún, no habían siquiera salido de sus aldeas de origen.
Comenzando en el Espíritu Santo, De Soto exploró la Florida y gran parte de los Estados Unidos meridionales. Ya en Florida, comenzó su desgracia. En vez de estar lleno de oro, en el país abundaban los pantanos y estaba plagado de mosquitos, siendo extremadamente caluroso y húmedo. También los indios complicaron su labor de avance y exploración. 
El ayudante más importante de las tropas fue Juan Ortiz, que vino a la Florida en busca de la expedición de Narváez y fue capturado por los Uzita, una tribu de Calusa. La hija del jefe Hirrihigua sirvió como precursora de Pocahontas pidiendo por la vida de Ortiz, ya que su padre había ordenado que lo quemaran vivo. Ortiz sobrevivió al cautiverio y a la tortura, y se unió en la primera oportunidad, a la nueva expedición de Hernando de Soto. 
Ortiz conocía el terreno y también ayudó como intérprete. Como guía para la expedición de Soto, Ortiz estableció un método único para dirigir la expedición y para comunicarse en los diferentes dialectos tribales. Las guías de Paracoxi fueron reclutadas de cada tribu a lo largo de la ruta.
El primer campamento de invierno de la expedición se asentó en Anhaica, cerca del lago Tallahas. El sitio está también cerca de bahía de Caballos, donde los miembros de la tropa de Narváez se vieron forzados a comer caballos para sobrevivir. Este es el único lugar de toda la ruta en el cual los arqueólogos han podido establecer con exactitud que estuvo la expedición de Hernando de Soto.

### En el norte — La batalla de Mauvila (1540)
La expedición se aventuró a lo largo de las montañas apalaches del este y estuvieron a un paso de la aniquilación. Los miembros de la avanzada conquistadora tuvieron que negociar, a veces, los cerdos que traían para obtener otros alimentos y en ciertas ocasiones debieron conseguir, por la fuerza, lo que necesitaban. Cruzaron Georgia, Carolina del Sur, Carolina del Norte y Tennessee.
Oyendo hablar del famoso tesoro del oro del Cofitachequi, y acompañado por sus amigos, los Ocute, la expedición continuó por las Carolinas. Estuvieron de marcha durante semanas, con hambre y sed, con porteadores que no sabían la manera de atravesar los territorios de Cofitachequi. No obstante, a mitad de mayo, la expedición descubrió la capital de la tribu, situada en el sitio que hoy se conoce como Columbia, en Carolina del Sur.
Recibieron a los españoles con una bienvenida relativamente amistosa. Los peninsulares exigieron ver el oro de la ciudad inmediatamente. Tras un examen más detenido el «oro» resultó ser simple cobre. Encontraron algunas perlas y armas en la ciudad y continuaron después tras su búsqueda de riqueza a través de las Carolinas, Georgia, y Alabama.
Posteriormente siguieron con la idea de conseguir más metal precioso, lo que los condujo a las supuestas reservas gigantes de oro en el este. En el norte de Alabama, encontraron la ciudad de Mauvila (o de Mabila). La tribu de Choctaw, bajo el liderazgo del cacique Tascalusa, defendió la ciudad fuertemente fortificada. Los españoles aguantaron un tiempo, pero luego la ciudad fue atacada repetidamente, una y otra vez. En una batalla de nueve horas, murieron veinte españoles, si bien el resto resultaron casi todos heridos, y veinte más murieron en los días posteriores. Todos los guerreros de Choctaw de esa área —entre 2000 y 6000— murieron peleando o fueron ejectuados o se suicidaron. Mauvila fue incendiada.
Aunque los españoles ganaron la batalla, perdieron la mayor parte de sus posesiones y cuarenta caballos. Fueron heridos, enfermaron y se encontraron sin equipo apropiado en un territorio desconocido y hostil, rodeados de enemigos. Con la batalla de Mauvila, la cantidad de nativos también disminuyó en la tropa en marcha. Durante la travesía los españoles fueron atacados, cada vez más, por un sistema intermitente de guerrillas.
Mientras que los hombres de la tropa de Soto perdieron las esperanzas y de allí en adelante sólo deseaban volver a la costa, abordar sus naves y regresar a Cuba, de Soto soñaba todavía, ilusoriamente, con hacer nuevos descubrimientos.

### En el oeste — Desmoralizado (1541)

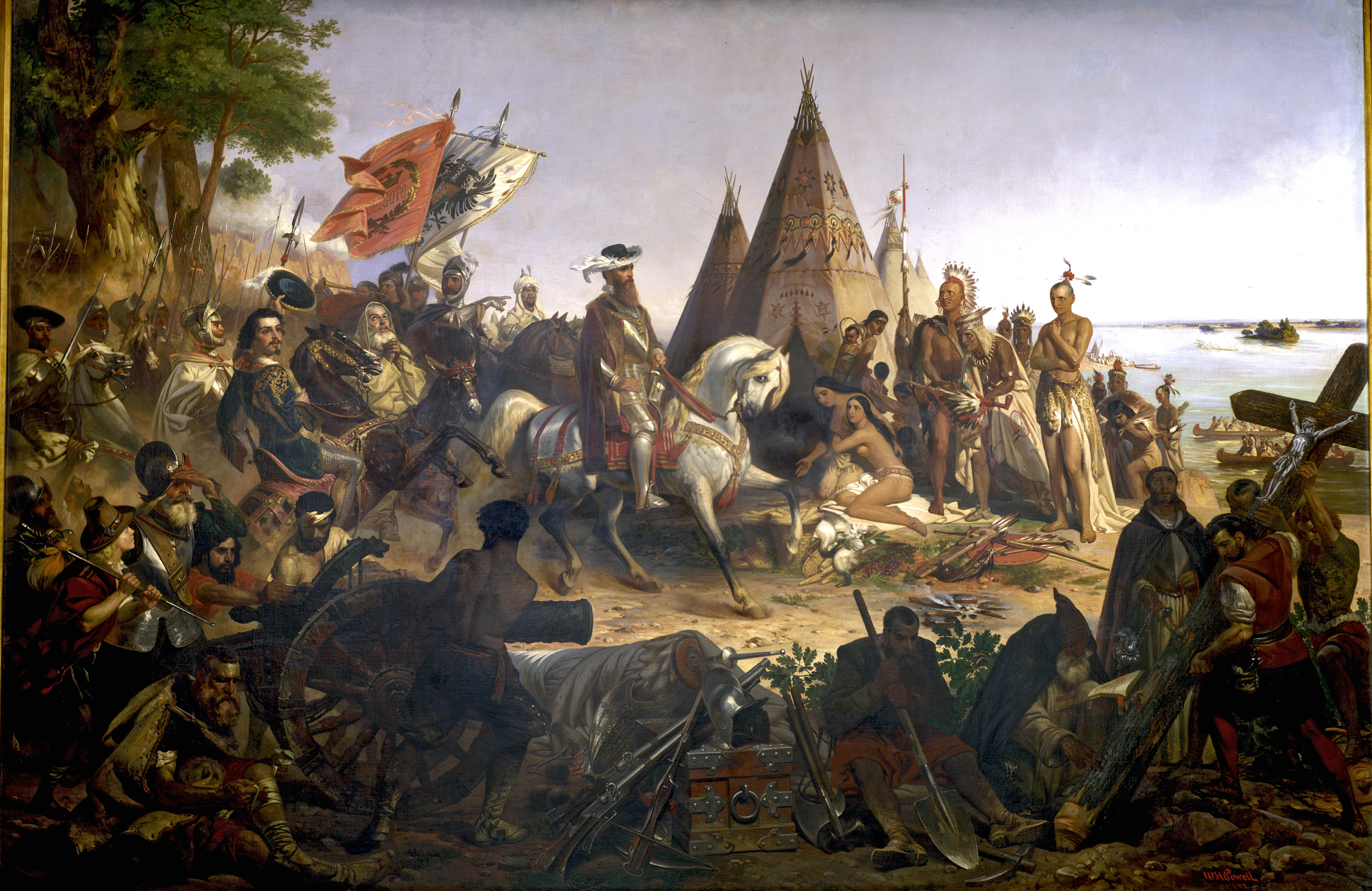
Descubrimiento del Misisipi, por William H. Power, 1847. Hernando de Soto viendo por primera vez el río Misisipi.

La expedición volvió al norte, donde encontraron la tribu Chickasaw. De Soto le exigió a la comunidad indígena que le entregara doscientos hombres para servir de porteadores. Ellos se negaron a aceptar esta demanda y, en cambio, atacaron el asentamiento español durante la noche. Los españoles perdieron cerca de cuarenta hombres y el resto de su equipo. Según cronistas que participaban, la expedición estuvo a punto de ser destruida completamente. Afortunadamente para la avanzada, los Chickasaw les permitieron irse, tal vez, intimidados por el éxito alcanzado.
El 8 de mayo, tropas de Hernando de Soto alcanzaron el río Misisipi. Por ello, de Soto es el primer europeo en avistar este río.
De Soto se mostró muy poco interesado en este descubrimiento porque representaba, para él, un obstáculo a su misión. Él y 400 hombres tuvieron que cruzar un amplio y caudaloso río, que era patrullado constantemente por nativos hostiles. Después de casi un mes, y luego de la construcción de varias balsas, finalmente cruzó con su gente el Misisipi y continuó su recorrido hacia el oeste por la actual Arkansas, Oklahoma, y Tejas. En invierno se estableció en Autiamique, en el río Arkansas.

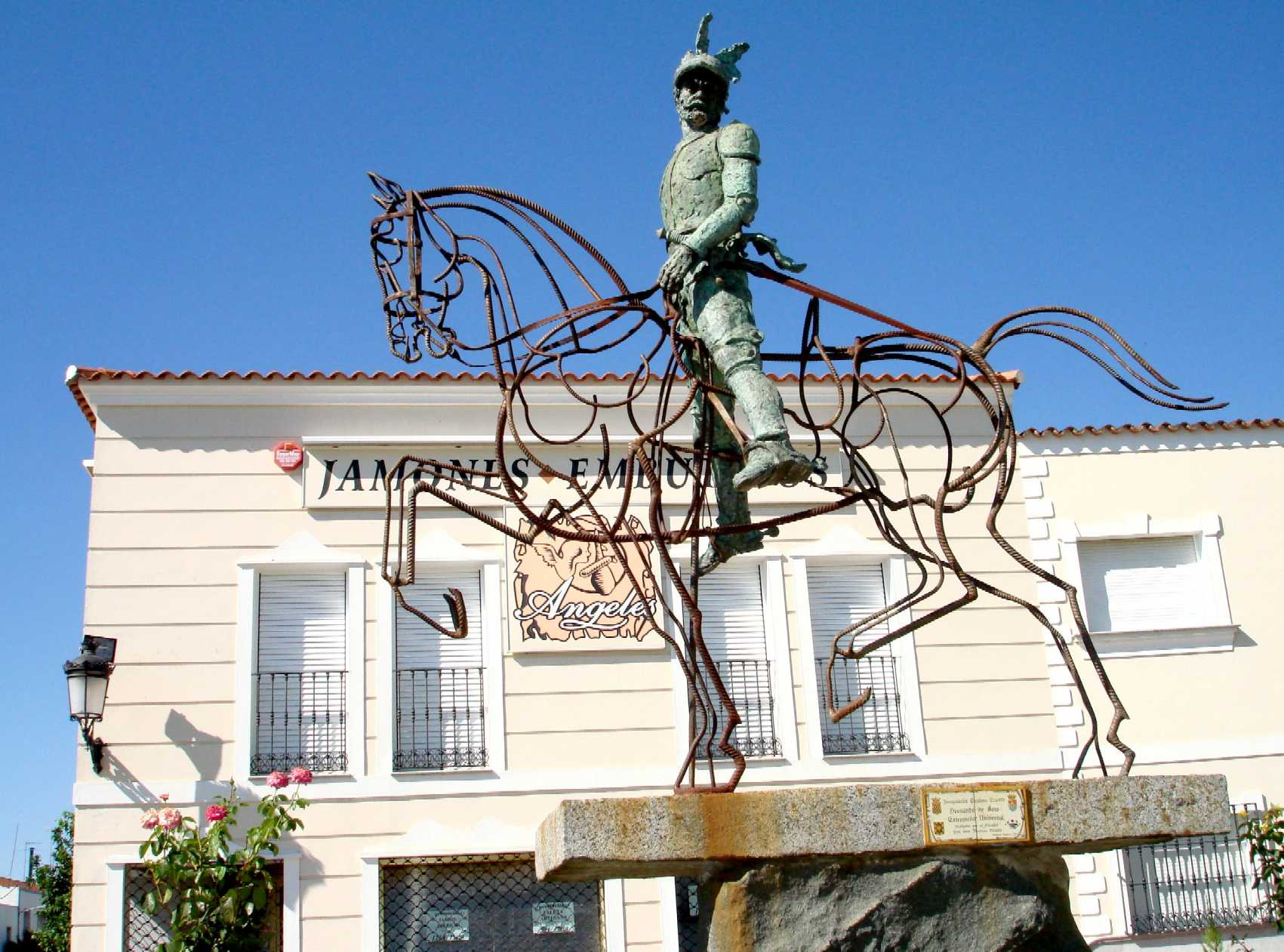
Estatua de Hernando de Soto en Barcarrota, Badajoz, España.

Después de un duro invierno, la expedición española se diluyó y siguió adelante de manera cada vez más irregular. Su fiel intérprete, Juan Ortiz, había muerto, haciendo más difícil la tarea de encontrar rutas, fuentes de alimento, y en general, entablar comunicación con los nativos misisipianos. La expedición se dirigió hacia el interior del territorio conocido como el río Caddo, donde tomaron contacto con una tribu nativa a la que llamaron Tula, y a la que los españoles consideraron como la que disponía de los guerreros más expertos y peligrosos que jamás hubiesen hallado. El encuentro, entre europeos y nativos, posiblemente ocurrió en Caddo Gap (un monumento está en pie en aquella comunidad). Tomando como base los documentos del legado de Soto y a lo que indica Garcilaso, los españoles volvieron posteriormente al río Misisipi.

### Muerte de Hernando de Soto

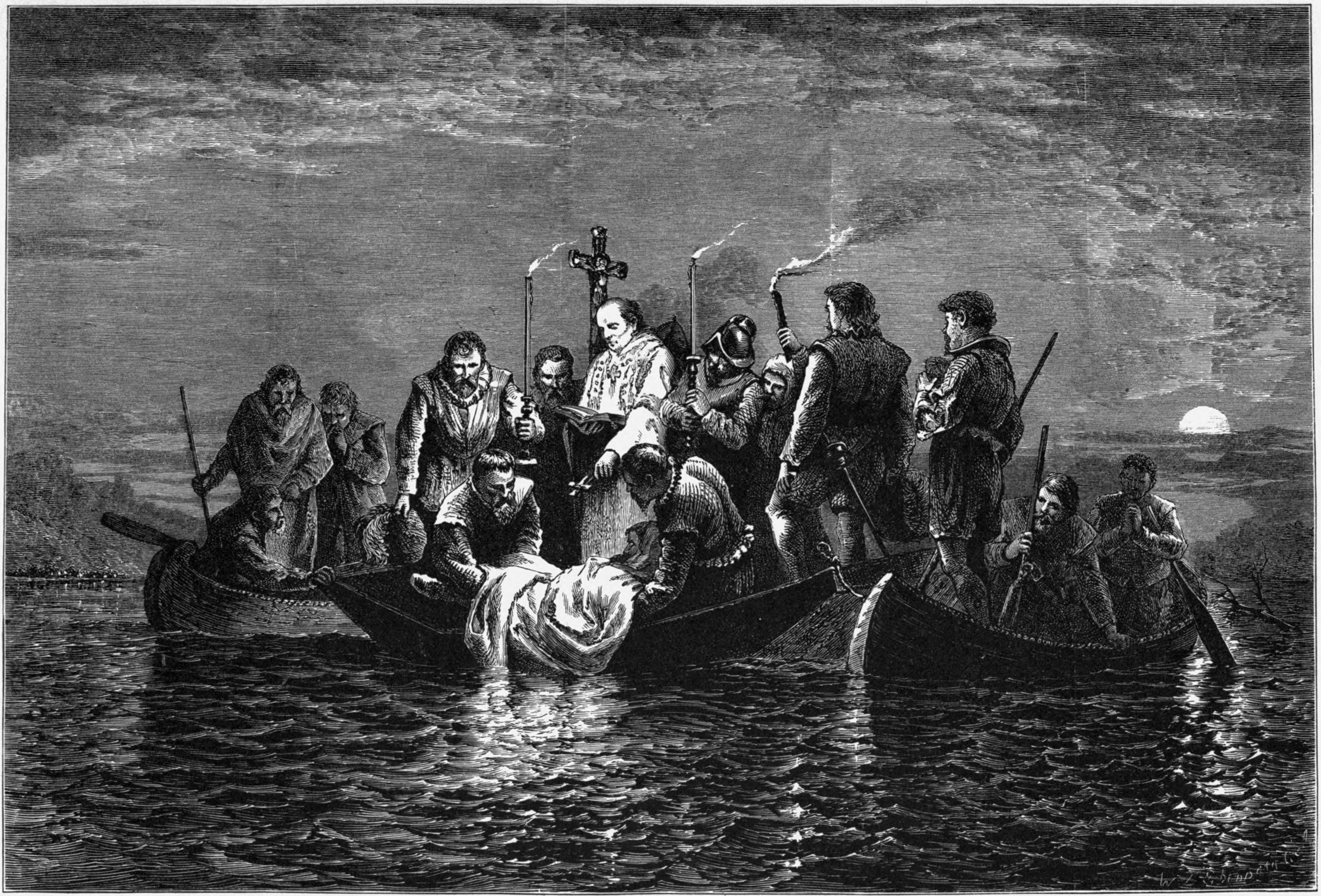
Entierro de Hernando de Soto.

En la orilla occidental del río Misisipi, en el pueblo indígena de Guachoya, (actual Ferriday) muere Hernando de Soto el 21 de mayo de 1542 a causa de fiebre, dejando a Luis de Moscoso a cargo de su ejército. Puesto que de Soto era considerado inmortal entre los nativos, su cuerpo fue ocultado en mantas lastradas con arena por sus hombres, quienes después lo hundieron en medio del río Misisipi durante la noche.
A pesar de que en su testamento expresó su deseo de ser enterrado al morir, junto a los restos de su madre, en la capilla de la Concepción de la parroquia de San Miguel Arcángel (Jerez de los Caballeros), esto nunca se llegó a producir.
Tras haber recorrido a pie buena parte del sur de lo que hoy son los Estados Unidos y luego navegar por la costa del golfo de México, los entre 300 y 350 supervivientes comandados por Moscoso lograron regresar a la Ciudad de México en 1543.

## Reconocimientos

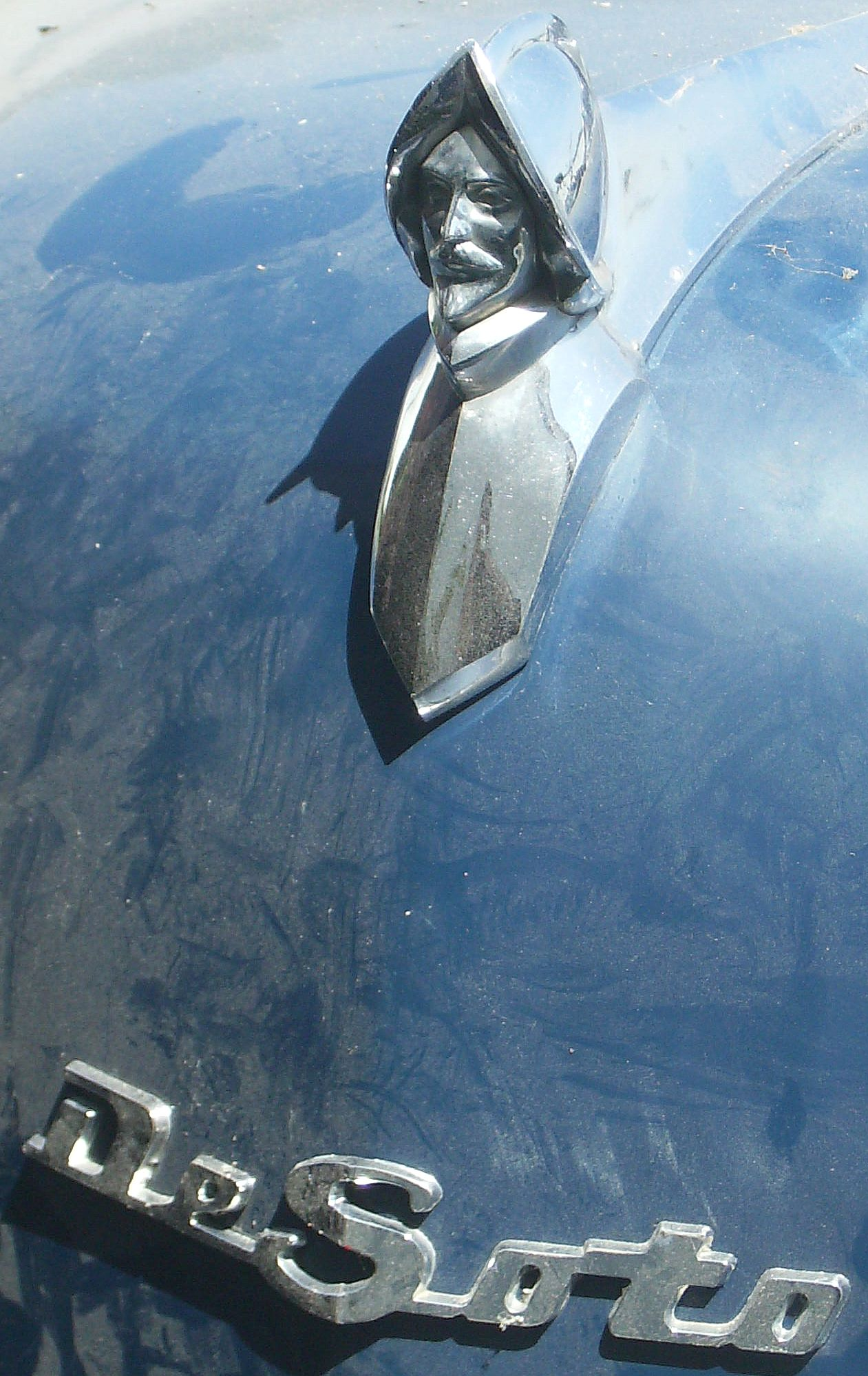
Logo de un DeSoto DeLuxe de 1950.

Muchos parques, ciudades, condados e instituciones de los Estados Unidos llevan el nombre de Hernando de Soto, siendo los más destacados:
- Memorial nacional de De Soto en Bradenton, Florida marca la posible localización de "Espíritu Santo", el punto de desembarco de la expedición.
- Condado de DeSoto, en Florida.
- Condado de Hernando, en Florida.
- Condado de DeSoto y Hernando su sede condal.
- Cataratas DeSoto en el condado de Lumpkin, Georgia.
- DeSoto, en Misuri.
- Hotel Hilton DeSoto en Savannah, Georgia.
- Escuela De Soto School, una escuela privada en Helena, en Arkansas.
- La marca estadounidense de automóviles DeSoto fabricada por Chrysler Corporation recibió su nombre en honor al explorador.[6]
- Puente Hernando de Soto, de la Interestatal 40 que cruza el río Misisipi en Memphis, Tennessee.
- Parque estatal DeSoto, Alabama.
- Parque Fort De Soto en St. Petersburg (Florida), Florida.
- Parte posterior del billete de quinientos dólares en su edición de 1918